# Mistrzostwa Świata w Kajakarstwie 1987
21. Mistrzostwa świata w kajakarstwie odbyły się w 1987 w Duisburgu.
Rozegrano 15 konkurencji męskich i 3 kobiece. Mężczyźni startowali w kanadyjkach jedynkach (C-1) i dwójkach (C-2) oraz w kajakach jedynkach (K-1), dwójkach (K-2) i czwórkach (K-4), zaś kobiety w kajakach jedynkach, dwójkach i czwórkach. Liczba i rodzaj konkurencji nie zmieniły się od poprzednich mistrzostw.
Pierwsze miejsce w klasyfikacji medalowej wywalczyli reprezentanci Niemieckiej Republiki Demokratycznej.

## Medaliści

### Mężczyźni

#### Kanadyjki
| Konkurencja: | Złoto:                                        | Rezultat | Srebro:                               | Rezultat | Brąz:                                           | Rezultat |
| C-1 500 m    | Olaf Heukrodt                                 | 1:53,21  | Petr Procházka                        | 1:55,09  | Attila Szabó                                    | 1:55,86  |
| C-1 1000 m   | Olaf Heukrodt                                 | 4:09,82  | Martin Marinow                        | 4:10,28  | Ivans Klementjevs                               | 4:12,18  |
| C-1 10 000 m | Ivan Šabjan                                   | 47:39,68 | Zsolt Bohács                          | 47:40,68 | Tachir Kamaletdinow                             | 47:47,02 |
| C-2 500 m    | Polska · Marek Łbik · Marek Dopierała         | 1:42,11  | ZSRR · Jurij Hurin · Wałerij Weszko   | 1:42,95  | Czechosłowacja · Petr Procházka · Alan Lohniský | 1:43,60  |
| C-2 1000 m   | ZSRR · Jurij Hurin · Wałerij Weszko           | 3:46,79  | Polska · Marek Łbik · Marek Dopierała | 3:47,58  | NRD · Ulrich Papke · Ingo Spelly                | 3:47,65  |
| C-2 10 000 m | Dania · Arne Nielsson · Christian Frederiksen | 42:14,26 | Węgry · Róbert Rideg · Pál Pétervári  | 42:15,57 | Wielka Brytania · Andrew Train · Stephen Train  | 42:23,73 |

#### Kajaki
| Konkurencja: | Złoto:                                                                            | Rezultat | Srebro:                                                                                      | Rezultat | Brąz:                                                                         | Rezultat |
| K-1 500 m    | Paul MacDonald                                                                    | 1:41,70  | Andreas Stähle                                                                               | 1:43,42  | Attila Szabó                                                                  | 1:43,91  |
| K-1 1000 m   | Greg Barton                                                                       | 3:53,46  | Ferenc Csipes                                                                                | 3:56,82  | Morten Ivarsen                                                                | 3:57,95  |
| K-1 10 000 m | Greg Barton                                                                       | 41:59,69 | Attila Szabó                                                                                 | 42:53,22 | Einar Rasmussen                                                               | 42:54,16 |
| K-2 500 m    | Węgry · Ferenc Csipes · László Fidel                                              | 1:32,40  | Nowa Zelandia · Ian Ferguson · Paul MacDonald                                                | 1:32,48  | Szwecja · Per-Inge Bengtsson · Karl Sundqvist                                 | 1:33,79  |
| K-2 1000 m   | Nowa Zelandia · Ian Ferguson · Paul MacDonald                                     | 3:22,71  | Francja · Pascal Boucherit · Philippe Boccara                                                | 3:23,03  | NRD · Thomas Gähme · Thomas Vaske                                             | 3:24,85  |
| K-2 10 000 m | Francja · Pascal Boucherit · Philippe Boccara                                     | 38:36,92 | Dania · Thor Nielsen · Lars Koch                                                             | 38:46,96 | Węgry · Ferenc Csipes · Sándor Hódosi                                         | 39:42,44 |
| K-4 500 m    | ZSRR · Ołeksandr Motuzenko · Serhij Kirsanow · Artūras Vieta · Wiktor Denisow     | 1:23,21  | Polska · Robert Chwiałkowski · Wojciech Kurpiewski · Kazimierz Krzyżański · Grzegorz Krawców | 1:24,15  | RFN · Reiner Scholl · Thomas Pfrang · Volker Kreutzer · Thomas Reineck        | 1:30,20  |
| K-4 1000 m   | Węgry · Zsolt Gyulay · Ferenc Csipes · László Fidel · Zoltán Kovács               | 3:01,21  | Szwecja · Per-Inge Bengtsson · Lars-Erik Moberg · Karl Sundqvist · Bengt Andersson           | 3:02,20  | ZSRR · Ołeksandr Motuzenko · Serhij Kirsanow · Artūras Vieta · Wiktor Denisow | 3:02,31  |
| K-4 10 000 m | Norwegia · Harald Amundsen · Arne Sletsjøe · Morten Ivarsen · Arne Johan Almeland | 35:16,21 | Węgry · Zsolt Böjti · Zoltán Berkes · László Nieberl · Kálmán Petrovics                      | 35:17,28 | RFN · Gilbert Schneider · Oliver Kegel · Carsten Lömker · Thomas Reineck      | 35:21,15 |

### Kobiety

#### Kajaki
| Konkurencja: | Złoto:                                                                 | Rezultat | Srebro:                                                          | Rezultat | Brąz:                                                                                   | Rezultat |
| K-1 500 m    | Birgit Schmidt                                                         | 1:56,21  | Izabela Dylewska                                                 | 1:59,28  | Agneta Andersson                                                                        | 1:59,82  |
| K-2 500 m    | NRD · Birgit Schmidt · Anke Nothnagel                                  | 1:42,13  | Holandia · Annemiek Derckx · Annemarie Cox                       | 1:43,89  | Bułgaria · Ognjana Petrowa · Iwanka Muerowa                                             | 1:43,96  |
| K-4 500 m    | NRD · Birgit Schmidt · Anke Nothnagel · Ramona Portwich · Ines Rudolph | 1:35,10  | Węgry · Erika Géczi · Katalin Povázsán · Rita Kőbán · Éva Rakusz | 1:38,66  | ZSRR · Irina Sałomykowa · Olga Slapnia · Gulnora Szarafudtinowa · Snieguolė Narevičiūtė | 1:40,11  |

## Klasyfikacja medalowa
| Miejsce | Państwo           | Złoto | Srebro | Brąz | Razem |
| ------- | ----------------- | ----- | ------ | ---- | ----- |
| 1       | NRD               | 5     | 1      | 2    | 8     |
| 2       | Węgry             | 2     | 5      | 2    | 9     |
| 3       | ZSRR              | 2     | 1      | 4    | 7     |
| 4       | Nowa Zelandia     | 2     | 1      | 0    | 3     |
| 5       | Stany Zjednoczone | 2     | 0      | 0    | 2     |
| 6       | Polska            | 1     | 3      | 0    | 4     |
| 7       | Dania             | 1     | 1      | 0    | 2     |
| 7       | Francja           | 1     | 1      | 0    | 2     |
| 9       | Norwegia          | 1     | 0      | 2    | 3     |
| 10      | Jugosławia        | 1     | 0      | 0    | 1     |
| 11      | Czechosłowacja    | 0     | 2      | 2    | 4     |
| 12      | Szwecja           | 0     | 1      | 2    | 3     |
| 13      | Bułgaria          | 0     | 1      | 1    | 2     |
| 14      | Holandia          | 0     | 1      | 0    | 1     |
| 15      | RFN               | 0     | 0      | 2    | 2     |
| 16      | Wielka Brytania   | 0     | 0      | 1    | 1     |
|         | Razem             | 18    | 18     | 18   | 54    |